# Боремщина
Боре́мщина — село в Україні, у Ковельському районі Волинської області. Населений пункт знаходиться у Любомльській ОТГ. Населення становить 62 особи.

## Географія
Село розташоване на лівому березі річки Стопирка.

## Історія
До 27 листопада 2017 року село підпорядковувалось Підгородненській сільській раді Любомльського району Волинської області.
19 липня 2020 року, в результаті адміністративно-територіальної реформи та ліквідації Любомльського району, громада увійшла до складу Ковельського району.

## Населення
Згідно з переписом УРСР 1989 року чисельність наявного населення села становила 75 осіб, з яких 33 чоловіки та 42 жінки.
За переписом населення України 2001 року в селі мешкали 62 особи.

### Мова
Розподіл населення за рідною мовою за даними перепису 2001 року:
| Мова       | Відсоток |
| ---------- | -------- |
| українська | 96,77 %  |
| російська  | 3,23 %   |

## Відомі люди
30 грудня 1914 року в селі народився Шумук Данило Лаврентійович — дисидент, учасник українського руху опору.